# Стасюк, Вера Григорьевна
Вера Григорьевна Стасюк (в девичестве — Реброва; род. 1937) — советская гребчиха. Заслуженный мастер спорта СССР (1963).
Представляла московское общество «Труд».
Семикратная чемпионка СССР (1957, 1958, 1959, 1960, 1961, 1962, 1963) в составе восьмёрки.
Шесть раз завоёвывала золото чемпионатов Европы (1957, 1958, 1959, 1960, 1961, 1962) в составе восьмёрки.